# Pharsophorus
Pharsophorus és un gènere de marsupial sud-americà extint de la família dels borhiènids que visqué des de l'Eocè fins a l'Oligocè. Se n'han trobat restes fòssils a l'Argentina i Bolívia.